# Caddo (langue)
Pour l’article homonyme, voir Caddo.
Le caddo est une langue amérindienne de la famille des langues caddoanes du sous-groupe des langues caddoanes du Sud, dont elle est le seul membre.
Le caddo est parlé dans la région d'Anadarko, en Oklahoma. La langue est quasiment éteinte.

## Phonologie

### Voyelles
|         | Antérieure | Centrale | Postérieure |
| ------- | ---------- | -------- | ----------- |
| Fermée  | i [ɪ]      |          | u [ʊ]       |
| Ouverte |            | a [a]    |             |

### Consonnes
|               |               | Bilabiale | Dentale  | Palatale | Vélaire | Glottale |
| ------------- | ------------- | --------- | -------- | -------- | ------- | -------- |
| Occlusives    | Sourdes       | p [p]     | t [t]    |          | k [k]   | ʔ [ʔ]    |
| Occlusives    | Sonores       | b [b]     | d [d]    |          |         |          |
| Occlusives    | Éjectives     |           | tʼ [tʼ]  |          | kʼ [kʼ] |          |
| Fricatives    | Fricatives    |           | s [s]    | š [ʃ]    |         | h [h]    |
| Affriquées    | Sourdes       |           | c [t͡s]   | č [t͡ʃ]   |         |          |
| Affriquées    | Éjectives     |           | cʾ [t͡sʼ] | čʾ [t͡ʃʼ] |         |          |
| Nasales       | Nasales       | m [m]     | n [n]    |          |         |          |
| Semi-voyelles | Semi-voyelles | w [w]     |          | y [j]    |         |          |